# サンフアン郡 (ユタ州)
サンフアン郡（英: San Juan County）は、アメリカ合衆国ユタ州の南東部に位置する郡である。2010年国勢調査での人口は14,746人であり、2000年の14,413人から2.3％増加した。郡庁所在地はモンティセロ市（人口1,972人）であり、同郡で人口最大の都市はブランディング市（人口3,375人）である。1880年に設立され、郡名はユタ準州議会がサンフアン川に因んで名付けたものであり、サンフアン川そのものはスペイン人探検家が聖ヨハネに因んで名付けたものだった。
サンフアン郡はインディアンの人口が過半数となる数少ない郡の1つである。

## 地理
アメリカ合衆国国勢調査局に拠れば、郡域全面積は7,993平方マイル (20,700 km2)であり、このうち陸地は7,820平方マイル (20,254 km2)、水域は113平方マイル (292 km2)で水域率は1.42％であり、面積ではユタ州最大の郡である。人口密度は1平方マイルあたり、およそ2人（1人/km²）である。郡の西と南の境界はコロラド川とサンホアン川によって深く抉られた峡谷である。周辺の砂漠の岩層を切り抜いた支流の峡谷が深淵、崖および台地を形成している。郡域の中央にシーダー・メサ（周囲が急斜面で頂上が平らな地形）、コーム・ウォッシュ（湿地帯）、ナチュラル・ブリッジズ（天然橋）とホーブンウィープ国立保護区がある。特にキャニオンランズ国立公園が有名な場所である。グレンキャニオン国立レクリエーション地域とパウェル湖の東部も郡内に入っている。山は多いが、中でもブルー山の標高は12,000フィート (3,658 m) に近く、ラ・サル山は13,000フィート (3,962 m) に及ぶ。山岳部は青々とした森林で覆われており、低地の景色とは対照的である。郡内の標高はラ・サル山からパウェル湖の3,000フィート (914 m) まで変化し、その標高差は10,000フィート (3,000 m) にもなる。地形は深く目を見張るような峡谷、赤い岩と山岳の草原、砂漠および常緑の森が特徴である。町は北のラ・サルから南のモニュメント・バレーまで、アメリカ国道191号線と同163号線にそって南北軸に連なっている。

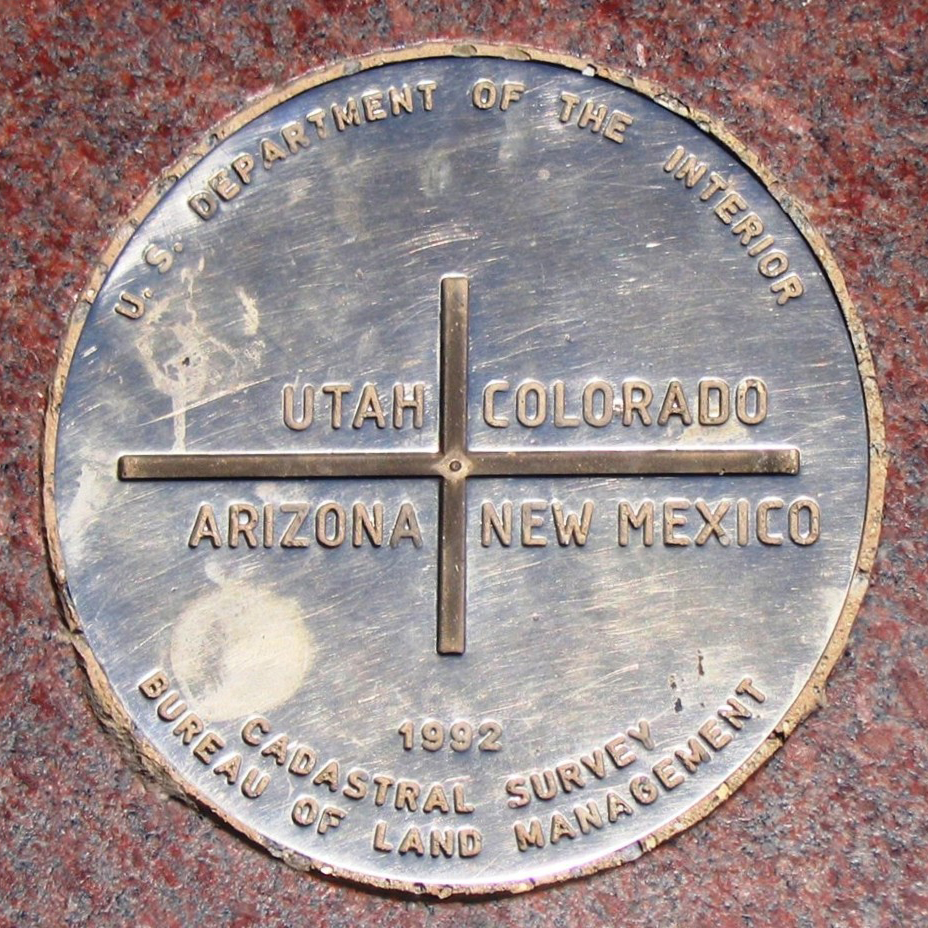
フォー・コーナーズ記念碑のユタ州部分はサンフアン郡内にある

### 天然資源
アメリカ合衆国で唯一の現役ウラン加工プラントがブランディングの町で運転されている。デザート・クリークとイズメイ・フォーメイションでは多くの石油とガスの鉱脈がある。

### 隣接する郡
- グランド郡 - 北
- メサ郡 (コロラド州) - 北東（角のみ）
- モントローズ郡 (コロラド州) - 北東
- サンミゲル郡 (コロラド州) - 東
- ドロレス郡 (コロラド州) - 東
- モンテズマ郡 (コロラド州) - 東
- サンファン郡 (ニューメキシコ州) - 南東（角のみ）
- アパッチ郡 (アリゾナ州) - 南
- ナヴァホ郡 (アリゾナ州) - 南
- ココニノ郡 (アリゾナ州) - 南西
- ケーン郡 - 西
- ガーフィールド郡 - 西
- ウェイン郡 - 西
- エメリー郡 - 北西（角のみ）

サンフアン郡は14の郡と接しており、その数はアメリカ合衆国の郡の中で最も多い。

### 国立保護地域
- キャニオンランズ国立公園（部分）
- グレンキャニオン国立レクリエーション地域（部分）
- ホーブンウィープ国立保護区（部分）
- マンタイ・ラ・サル国立の森（部分）
- ナチュラル・ブリッジズ国立保護区
- レインボー・ブリッジ国立保護区

## 人口動態

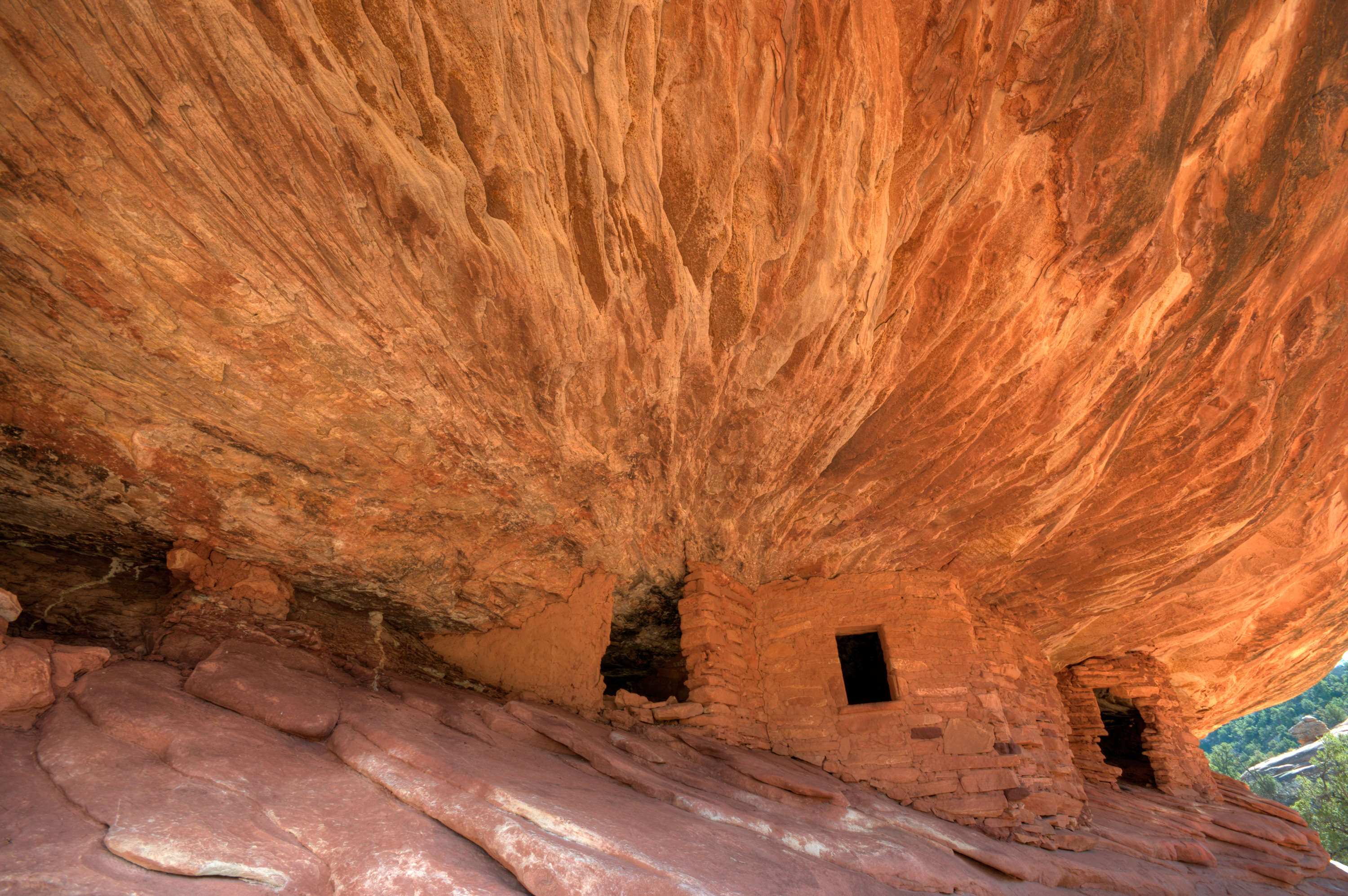
古代プエブロ人のハウス・オン・ファイアの遺跡

以下は特記無い限り2000年国勢調査による人口統計データである。
| 基礎データ - 人口: 14,413人（2010年17,746人） - 世帯数: 4,089 世帯（2010年4,505 世帯） - 家族数: 3,234 家族 - 人口密度: 1人/km2（2人/mi2） - 住居数: 5,449軒 - 住居密度: 0軒/km2（1軒/mi2） 人種別人口構成 - ネイティブ・アメリカン: 55.69%（2010年50.4％） - 白人: 40.77%（2000年45.8％） - アフリカン・アメリカン: 0.12%（2010年0.2％） - アジア人: 0.17%（2010年0.3％） - 太平洋諸島系: 0.03% - その他の人種: 1.70% - 混血: 1.51%（2010年2.3％） - ヒスパニック・ラテン系: 3.75%（2010年4.4％） 年齢別人口構成 - 18歳未満: 39.3% - 18-24歳: 10.0% - 25-44歳: 25.2% - 45-64歳: 17.1% - 65歳以上: 8.4% - 年齢の中央値: 26歳 - 性比（女性100人あたり男性の人口） - 総人口: 99.5 - 18歳以上: 94.9 | 世帯と家族（対世帯数） - 18歳未満の子供がいる: 47.0% - 結婚・同居している夫婦: 60.4% - 未婚・離婚・死別女性が世帯主: 14.1% - 非家族世帯: 20.9% - 単身世帯: 18.7% - 65歳以上の老人1人暮らし: 6.7% - 平均構成人数 - 世帯: 3.46人 - 家族: 4.02人 収入と家計 - 収入の中央値 - 世帯: 28,137米ドル - 家族: 31,673米ドル - 性別 - 男性: 31,497米ドル - 女性: 19,617米ドル - 人口1人あたり収入: 10,229米ドル - 貧困線以下 - 対人口: 31.4% - 対家族数: 26.9% - 18歳未満: 34.7% - 65歳以上: 35.1% |

## 政治
サンフアン郡は1936年のフランクリン・ルーズベルト以降民主党の大統領候補を支持していない。しかし、インディアン人口の構成比が高いことと経済不況のために、州全体の選挙では競合が幾分激しくなっている。サンフアン郡は1988年と2000年の知事選挙では民主党候補を選んだが、州全体では共和党候補が当選した。国政選挙でもユタ州平均より共和党候補の得る得票率が低い。例えば2004年アメリカ合衆国大統領選挙で、ジョージ・W・ブッシュはサンフアン郡で60.02％を得たが、州全体では71.54％を得ていた。

## 都市と町

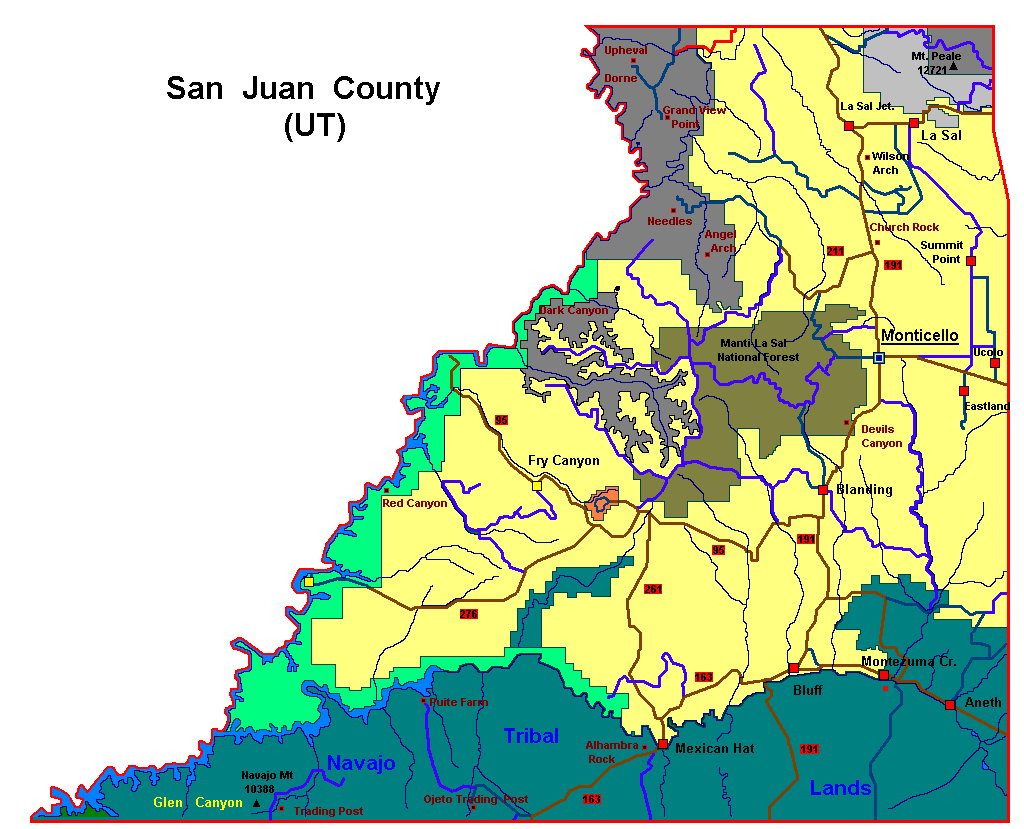
郡の地図

- ブランディング
- モンティセロ - 郡庁所在地
- アネス
- ブラフ
- ハルチタ
- ホールズクロッシング
- ラ・サル
- メキシカンハット
- モンテズマクリーク
- ナバホマウンテン
- モニュメント・バレー
- スパニッシュバレー
- ツェラカイデザ
- ホワイトメサ